# Condado de Floyd (Virgínia)
O Condado de Floyd é um dos 95 condados do estado americano de Virgínia. A sede do condado é Floyd, e sua maior cidade é Floyd. O condado possui uma área de 987 km² (dos quais 0 km² estão cobertos por água), uma população de 13 874 habitantes, e uma densidade populacional de 14 hab/km² (segundo o censo nacional de 2000). O condado foi fundado em 1831.